# Pompeia de parricidiis
La lex Pompeia de parricidiis va ser una llei romana establerta a proposta de Gneu Pompeu Magne l'any 55 aC, quan era cònsol amb Marc Licini Cras. Estenia la consideració de parricides als que mataven a un germà, germana, cosí germà, cosina germana, gendre, sogre, padrastre, madrastra, fillastre, patró i patrona. Una vegada l'acusat confessava era fuetejat i després posat dins un sac de cuiro amb un gos, un gall, un escurçó i una mona vius, i el sac es tirava al mar o a un riu profund. Si el mort no estava entre els compresos en la llei de parricidi se li aplicaven les penes de la llei Cornelia de sicariis et veneficis. Hi ha qui posa en dubte aquesta llei degut a la seva crueltat, però Justinià I en parla al Corpus Juris Civilis, i Juvenal també ho menciona en una de les seves Sàtires.